# Jens Blüggel
Jens Blüggel (* 19. April 1967) ist ein deutscher Jurist. Er ist seit dem 22. Juni 2023  Präsident des Landessozialgerichts Nordrhein-Westfalen.

## Leben und Wirken
Blüggel trat nach Abschluss seiner juristischen Ausbildung im Jahr 1999 in den richterlichen Dienst des Landes Nordrhein-Westfalen ein und kam am Sozialgericht Köln zum Einsatz. Im April 2002 wurde er zum Richter am Sozialgericht in Detmold ernannt. Nach einer zweijährigen Tätigkeit als wissenschaftlicher Mitarbeiter am Bundessozialgericht in Kassel absolvierte er seine Erprobung am Bundesverfassungsgericht in Karlsruhe. Im April 2007 wurde Blüggel zum Richter am Landessozialgericht ernannt. Im Jahr 2013 übernahm er in der Gerichtsverwaltung des Landessozialgerichts das Dezernat für Fortbildung, Organisation und Organisationsentwicklung. Zum Vorsitzenden Richter am Landessozialgericht wurde er im September 2015 ernannt. Aufgaben der Dienststellenleitung übte Blüggel bereits von Februar 2018 bis Oktober 2019 aus, als er zum weiteren ständigen Vertreter des Präsidenten des Landessozialgerichts bestellt war. Seit September 2021 war er Vizepräsident des Landessozialgerichts. Blüggel ist promoviert.